# Malleville-sur-le-Bec
Malleville-sur-le-Bec település Franciaországban, Eure megyében. Lakosainak száma 269 fő (2022. január 1.). Malleville-sur-le-Bec Le Bec-Hellouin, Bonneville-Aptot, Bosrobert, Pont-Authou, Saint-Éloi-de-Fourques és Thierville községekkel határos.

## Népesség
A település népességének változása:
| Lakosok száma | 167  | 156  | 163  | 171  | 251  | 257  | 261  | 265  | 266  | 269  |
|               | 1968 | 1982 | 1990 | 2006 | 2013 | 2015 | 2017 | 2019 | 2020 | 2022 |